# Somewhere Between Heaven and Hell
Somewhere Between Heaven and Hell è il quarto album in studio del gruppo punk statunitense Social Distortion, pubblicato nel 1992 dalla Epic Records. In questo disco prosegue la fusione del punk con le influenze country e rockabilly iniziate qualche anno prima con Prison Bound; è evidente soprattutto l'influenza di Johnny Cash. Si tratta dell'ultimo album con il batterista Christopher Reece, sostituito nel 1993 da Randy Carr.

## Tracce
- Tutti i brani sono stati scritti da Mike Ness tranne dove specificato.

1. Cold Feelings - 3:31
2. Bad Luck - 4:26
3. Making Believe - 4:12 (Jimmy Work)
4. Born to Lose - 4:09
5. Bye Bye Baby - 3:06
6. When She Begins - 5:04
7. 99 to Life - 4:28
8. King of Fools - 2:50 (W.E. Bruce/Ness)
9. Sometimes I Do - 4:01
10. This Time Darling - 4:08
11. Ghost Town Blues - 4:42

### Bonus track (ristampa1997)[3]
1. Alone and Forsaken - 3:12
2. Mainliner 1992 - 2:59

## Crediti[4]
- Mike Ness - voce, chitarra
- Dennis Danell - chitarra
- John Maurer - basso
- Christopher Reece - batteria
- Dave Jerden - produttore, missaggio
- Andy Wallace - ingegneria del suono, missaggio
- Bryan Carlstrom - ingegneria del suono
- Annette Cisneros - assistente all'ingegneria del suono
- Mackie Mcaleer - art director
- Eddy Schreyer - mastering

## Classifiche[5]
| Classifica          | Posizione |
| ------------------- | --------- |
| USA Billboard 200   | 76        |
| USA Top Heatseekers | 1         |

## Singoli[6]
| Singolo         | Classifica         | Posizione |
| --------------- | ------------------ | --------- |
| Bad Luck        | Modern Rock Tracks | 1         |
| Cold Feelings   | Modern Rock Tracks | 11        |
| When She Begins | Modern Rock Tracks | 14        |